# إسماعيل باشابور
إسماعيل باشابور (مواليد 2 مايو 1954) هو مبارز بالسيف إيراني، مثّل بلاده في الألعاب الأولمبية الصيفية 1976.

## روابط خارجية
إسماعيل باشابور على موقع أوليمبيديا (الإنجليزية)